# 11844 Ostwald
11844 Ostwald è un asteroide della fascia principale. Scoperto nel 1987, presenta un'orbita caratterizzata da un semiasse maggiore pari a 3,1799269 UA e da un'eccentricità di 0,1603148, inclinata di 1,33503° rispetto all'eclittica.